# John Paul DeJoria

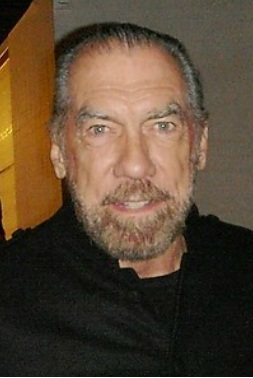
John Paul DeJoria (2013)

John Paul DeJoria (* 13. April 1944 in Los Angeles, Kalifornien) ist Mitgründer von John Paul Mitchell Systems und Patrón Tequila. Er ist bekannt dafür, vom Obdachlosen zum Milliardär geworden zu sein (siehe American Dream).

## Leben
DeJoria ist Sohn italienischer und griechischer Einwanderer. Seine Eltern ließen sich scheiden, als er zwei Jahre alt war, weshalb er schon früh zum Haushaltseinkommen beitragen musste. Nach seinem Schulabschluss 1962 diente er in der US-Marine auf der Hornet. Später war er als Hausmeister, im Einzelhandel, als Vertreter sowie im Marketing beim Time Magazine tätig. Ab 1971 arbeitete er bei Redken, einem Hersteller von Haarpflegeprodukten, wo er sich vom Vertriebsmitarbeiter bis ins nationale Management hocharbeitete.
Aus der Bekanntschaft mit dem Friseur Paul Mitchell entstand das 1980 gegründete Unternehmen John Paul Mitchell Systems, welches mittlerweile mit seiner Tochter Michaeline und seinem Sohn Angus Mitchell geführt wird. 1989 gründete er gemeinsam mit Martin Crowley The Patrón Spirits Company, die den bekannten Patrón Tequila herstellt und 2018 für 5,1 Milliarden US-Dollar an Bacardi verkauft wurde.

## Wohltätigkeit
DeJoria unterzeichnete 2011 The Giving Pledge, womit er sich gemeinsam mit anderen Superreichen – federführend Bill Gates und Warren Buffett –  dazu verpflichtete, einen Großteil seines Vermögens für wohltätige Zwecke zu spenden. Im gleichen Jahr gründete er die JP`s Peace, Love & Happiness Foundation, die in Hilfsprojekte investiert, die seine Überzeugungen – Nachhaltigkeit, soziale Verantwortung und Tierschutz – teilen. Sein Unternehmen John Paul Mitchell Systems unterzeichnete 1989 als erstes Haarkosmetik-Unternehmen weltweit die PeTA USA Erklärung zum Verzicht auf Tierversuche. Zusätzlich kündigte er 2015 an, im Rahmen einer Partnerschaft der Organisation Reforest mit der Marke Action Tea Tree bis Ende 2022 mehr als 1.000.000 Bäume zu pflanzen.
DeJoria fungiert nicht nur als Geldgeber, sondern betreut viele Projekte aktiv mit. Sein Engagement wurde bereits mit vielen Auszeichnungen gewürdigt, zum Beispiel dem Horatio Alger Heroes Award. Er selbst sagt zu seinem Engagement: „Ich habe nur ein Motto: Erfolg, den man nicht teilt, ist ein Misserfolg.“

## Vermögen
John Paul DeJoria wird mit einem geschätzten Vermögen von 3,1 Milliarden US-Dollar auf Rang 234 der Forbes-Liste gehandelt (Stand 2/16).

## Familie
Am 13. Juni 1993 heiratete DeJoria Eloise DeJoria. Er hat sechs Kinder und vier Enkelkinder.

## Weblinks

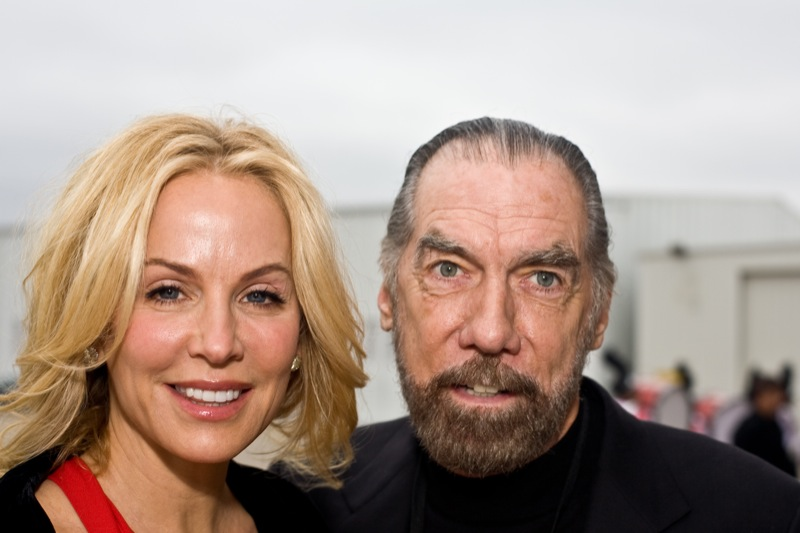
John Paul DeJoria und seine Frau Eloise bei den Texas Film Hall of Fame Awards 2009